# أوكوتة فقاعية
الأوكوتة الفقاعية (الاسم العلمي:Ocotea bullata) هي نوع من النباتات تتبع جنس الأوكوتة من الفصيلة الغارية.